# Ture Waller
Ture (Thure) Waller, född 26 augusti 1882 i Göteborg, död okänt år, var en svensk skulptör och konstpedagog.
Han var son till handelsagenten och bokhållaren Carl August Waller och Anna Charlotta Andersson. Waller var anställd som lärare i figurteckning och modellering vid Slöjdföreningens skola i Göteborg i slutet av 1800-talet. Han anlitades av arkitekten Sigfrid Ericson för att utföra några skulpturuppdrag till Masthuggskyrkan i Göteborg 1910–1912; bland annat utförde han reliefen Josef timmermannen i granit.

## Emigrering
Waller flyttade till Nordamerika där han blev naturaliserad USA-medborgare 1918. Förlovad 1921 med Ruth Helene Dahly (1893–1968) och gift 1922.

## Auktion
År 1990 såldes en målning med en betande rådjursfamilj för 142 000 kronor vid Söderköpings auktionskammare.